# 오미왕
오미왕(麻績王, 생몰년 미상)은 7세기 말엽 일본의 황족이다. 실존 인물인지는 알 수 없으나 기록으로는 슈텐도지라는 오니의 모친의 아버지, 즉 외조부이다.